# Лосев, Андрей Дмитриевич
Андрей Дмитриевич Лосев (?—1891) — русский художник-акварелист, педагог — преподаватель рисования.
Родился в Бежецке Тверской губернии, где и получил — в местном уездном училище — первоначальное образование. Затем поступил в число вольнослушателей Петербургской Академии художеств. Вскоре за успехи по портретной живописи он получил звание классного художника, выдержал специальный экзамен на звание домашнего учителя рисования, черчения и чистописания. Начал работу преподавателем рисования в Гатчинском городском училище. В 1859 году Лосев поднёс в подарок императрице Марие Фёдоровне и великим княгиням свой первый выпуск издания «Копии с чудотворных икон и гробниц святых мощей, находящихся в России», за что был пожалован бриллиантовым перстнем.
С 17 апреля 1862 года до своей смерти Лосев занимал должность учителя в 6-й Санкт-Петербургской гимназии; кроме того, он состоял учителем рисования при учительском институте, Николаевском кавалерийском училище, Пажеском корпусе и Театральном училище. Как вспоминал ученик 6-й гимназии Н. А. Крюков): «учитель чистописания и рисования, г. Лосев, учил писать буквы по темпам и рисовать, кто что пожелает».
А. Д. Лосев составил «Руководство к черчению, рисованию и чистописанию», напечатанное в Санкт-Петербурге в 1864 году.
Умер 26 апреля (8 мая) 1891 года на 56 году жизни. Похоронен на Митрофаниевском кладбище.